# Huang Huoqing
Huang Huoqing (1901 - 9 novembre 1999) est un homme politique chinois.

## Biographie
Huang Huoqing est né en 1901. Il a participé au mouvement nationaliste du 4 mai 1919 dirigé contre les prétentions de l'empire du Japon sur la Chine. En 1926 il adhère au Parti communiste chinois.
Il exerce au sein de l’Armée populaire de libération, initialement dénommée l'Armée rouge, des fonctions politiques mal connues. Il participe à la Longue Marche avec la 4e Armée de Zhang Guotao, puis il est partie prenante dans expédition catastrophique de son 30e corps d’armée vers le nord-ouest. Il est l'un des survivants après le massacre des troupes de Zhang Guotao par les cavaliers musulmans dans le corridor du Gansu. Avec quelques rescapés dont Li Xiannian, il trouve refuge dans le Xinjiang avant de rejoindre Mao Zedong à Yan’an. Après la victoire des communistes en 1949, il devient l'un des principaux cadres communistes à Tientsin. Il occupe de nombreuses fonctions, il est le responsable local des syndicats ouvriers entre 1950 et 1954 et devient le premier secrétaire du Parti communiste chinois local à partir d’août 1952. Enfin Huang Huoqing devient maire de la ville de Tientsin en replacement de Wu De en janvier 1955.
De 1956 à 1969, il est membre suppléant du huitième Comité central du Parti communiste chinois.
Après la mort de Mao Zedong et la chute de la bande des Quatre Huang Huoqing est réhabilité. C'est lui qui tient le poste de procureur général de la République populaire lors du procès, très médiatisé, de Jiang Qing et de ses proches en novembre 1980. Il décide alors de juger ensemble la bande des Quatre avec les généraux associés au complot supposé de Lin Biao en 1971. Huang Huoqing dirige le procès avec Jiang Hua, mais c'est en fait Peng Zhen (un des Huit immortels du Parti communiste chinois) qui garde la main sur cette opération.